# Merthyr Tydfil and Aberdare
Merthyr Tudful ac Aberdȃr
Merthyr Tudful ac Aberdȃr
Merthyr Tydfil and Aberdare, également connu sous le nom alternatif de Merthyr Tudful ac Aberdȃr, est une division électorale britannique devant envoyer un représentant à la Chambre des communes à partir des élections générales de 2024.
C'est une circonscription de comté érigée à la suite d’un décret de 2023 permettant le morcellement du pays de Galles en 32 sièges.

## Histoire
Dans le cadre de la révision des circonscriptions parlementaires de 2023, le rapport final de la commission des limites pour le pays de Galles préconise la création de Merthyr Tydfil and Aberdare (également désigné sous le nom alternatif de Merthyr Tudful ac Aberdȃr) à partir de dix-neuf sections électorales comprises dans deux circonscriptions existantes : huit relevant de celle de Cynon Valley et onze de Merthyr Tydfil and Rhymney.
Merthyr Tydfil and Aberdare est érigé comme circonscription de comté par le Parliamentary Constituencies Order 2023 à partir du territoire d’une zone principale, le borough de comté de Merthyr Tydfil, ainsi qu’une portion de territoire d’une autre, le borough de comté de Rhondda Cynon Taf (portion de huit sections électorales).

## Description

### Toponymie
La circonscription tire son nom des deux principales agglomérations du territoire, Aberdare et Merthyr Tydfil. Elle dispose d’un nom alternatif, Merthyr Tudful ac Aberdȃr.

### Données démographiques
Selon le rapport final sur la révision périodique des circonscriptions parlementaires de la commission des limites pour le pays de Galles, la circonscription détient 74 805 électeurs (données 2020) sur une superficie estimée de 245 km2.
D’après le dernier recensement de la population en vigueur (2021) publié par l’Office for National Statistics en 2022, la circonscription admet une population résidentielle totale (all usual residents en anglais) de 99 652 habitants. Merthyr Tydfil and Aberdare comprend plusieurs zones urbanisées (built-up areas en anglais) de plus de 10 000 habitants, classées comme « agglomérations intermédiaires » : Merthyr Tydfil (39 535) et Aberdare (37 675),.

## Représentation
| Législature | Période | Période | Membre | Groupe | Fonction |
| ----------- | --- | --- | --- | --- | --- |
| LIXe        | Cycle parlementaire devant être ouvert au plus tard à partir du 28 janvier 2025, date limite de la tenue des prochaines élections générales des Communes | Cycle parlementaire devant être ouvert au plus tard à partir du 28 janvier 2025, date limite de la tenue des prochaines élections générales des Communes | Cycle parlementaire devant être ouvert au plus tard à partir du 28 janvier 2025, date limite de la tenue des prochaines élections générales des Communes | Cycle parlementaire devant être ouvert au plus tard à partir du 28 janvier 2025, date limite de la tenue des prochaines élections générales des Communes | Cycle parlementaire devant être ouvert au plus tard à partir du 28 janvier 2025, date limite de la tenue des prochaines élections générales des Communes |

## Résultats électoraux
| Candidat                   | Candidat            | Étiquette           | Parti               | Vote | Vote | Vote |  |
| Candidat                   | Candidat            | Étiquette           | Parti               | Voix | %    | ±    |  |
| -------------------------- | ------------------- | ------------------- | ------------------- | ---- | ---- | ---- |  |
|                            |                     | CON                 | Parti conservateur  |      |      | ND   |  |
|                            |                     | PC                  | Plaid Cymru         |      |      | ND   |  |
|                            |                     | LAB                 | Parti travailliste  |      |      | ND   |  |
|                            |                     | LIB DEM             | Démocrates libéraux |      |      | ND   |  |
|                            |                     |                     |                     |      |      |      |  |
| Majorité                   | Majorité            | Majorité            | Majorité            |      |      | ND   |  |
| Transfert de Butler        | Transfert de Butler | Transfert de Butler | Transfert de Butler |      |      | ND   |  |
|                            |                     |                     |                     |      |      |      |  |
| Corps électoral            |                     |                     |                     |      |      |      |  |
| Abstention, blancs et nuls |                     |                     |                     |      |      |      |  |
| Exprimés                   | Exprimés            | Exprimés            | Exprimés            |      |      | ND   |  |